# Інша драма
«Інша драма» (або «Пастернак»; англ. Pasternak) — радянсько-британський телефільм 1990 року режисера Андрія Некрасова.
Фільм був знятий у Ленінграді, з повністю радянським акторським складом та знімальною групою, але на замовлення британського телеканалу Granada Television.

## Сюжет
Фільм-біографія поета Бориса Пастернака, де життя письменника переплітається зі сценами з його роману «Доктор Живаго».

## В ролях
- Олександр Смирнов — Борис Пастернак (озвучування: Інокентій Смоктуновський; в англ. версії: Роберт Пауелл)
- Дарія Худякова — Ольга Івінська / Лара (озвучення в англ. версії: Імоджен Стаббс)
- Леонід Майзель — молодий Пастернак/ Юрій Живаго
- Олена Васильєва — Зінаїда Нейгауз
- Валерій Доронін — Комаровський
- Борис Бірман — Стрільников
- Анжеліка Неволіна — Сашка
- Ера Зіганшина — редактор «Нового світу»
- Наталія Данилова — мама Бориса
- Ернст Романов — член Спілки письменників
- Юрій Кузнєцов — слідчий
- Ірина Тичиніна — Євгенія Лур'є
- Єлизавета Меньшикова — балерина (камео, в титрах не вказана)

## Знімальна група
- Режисер — Андрій Некрасов
- Сценаристи — Андрій Некрасов
- Оператор — Валентин Комаров
- Композитор — Олег Каравайчук

## Про фільм
Сценарист і режисер — Андрій Некрасов, англійський режисер, який народився і виріс у Ленінграді та емігрував до Великобританії. В інтерв'ю журналу «Радянське життя» режисер говорив, що фільм став результатом його жахливої туги за старим світом, який разюче відрізнявся, матеріально і духовно, від того, що він знайшов на Заході: надто багато американців, за його словами, «розглядають культуру як щось, що можна купити, а не як питання моралі».

## Рецензії
- John J.[en] O'Connor[en] — Review / Television; Merging Zhivago With His Creator // New York Times, May 31, 1990

1. ↑  Pasternak // Internet Movie Database — 1990.